# Artur Kourach
Artur Jurjewicz Kourach, błr. Артур Юр'евiч Коўрах, ros. Артур Юрьевич Коврах – Artur Jurjewicz Kowrach (ur. 28 marca 1994 w Grodnie) – białoruski hokeista.

## Kariera
- HK Nioman 2 Grodno (2010-2015)
- RCOP Raubicze (2011/2012)
- Dynama-Szynnik Bobrujsk (2013-2014)
- HK Nioman Grodno (2014-2015)
- Mietałłurg Żłobin (2015-2016)
- Nesta Mires Toruń (2016-2017)

Grał w klubach białoruskiej ekstraligi i rosyjskich juniorskich rozgrywkach MHL. Wieloletni zawodnik Niomana Grodno. Od września 2015 w klubie Mietałłurg Żłobin. Od września 2016 zawodnik Nesty Mires Toruń w rozgrywkach Polskiej Hokej Ligi. Po sezonie PHL 2016/2017 odszedł z Torunia.

## Sukcesy
Klubowe
- Złoty medal mistrzostw Białorusi: 2014 z Niomanem Grodno
- Puchar Białorusi: 2014 z Niomanem Grodno
- Puchar Kontynentalny: 2015 z Niomanem Grodno